# UNMEE

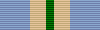
Baretka medalu ONZ za misję UNMEE

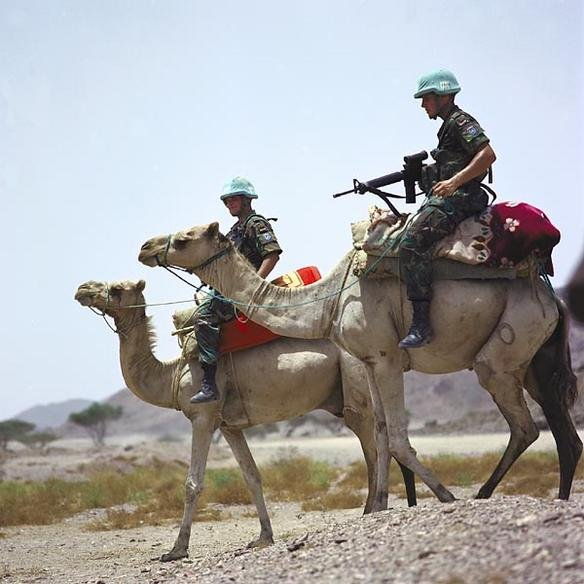
Żołnierze UNMEE patrolujący pustynię na wielbłądach

Misja Organizacji Narodów Zjednoczonych Etiopii i Erytrei (ang. United Nations Mission in Ethiopia and Eritrea – UNMEE) – misja pokojowa ONZ w Etiopii i Erytrei. Jej personel liczył 2285 osób, z czego zdecydowana większość to żołnierze i obserwatorzy wojskowi. Została powołana do życia na podstawie rezolucji Rady Bezpieczeństwa ONZ nr 1320. Działała od 31 lipca 2000.
Misja została powołana w celu monitorowania przestrzegania zawieszenia broni między oboma krajami. Geneza ich konfliktu sięga już roku 1993, kiedy to Erytrea oddzieliła się od Etiopii, pozbawiając tę ostatnią dostępu do morza. W 1998 wybuchła między nimi otwarta wojna graniczna. Ostatecznie przebieg spornej granicy został wyznaczony przez międzynarodową komisję z siedzibą w Hadze. Etiopia nie uznała jednak tego rozstrzygnięcia i do dziś między oboma państwami zdarzają się incydenty o charakterze zbrojnym. Na spornym odcinku, po stronie erytrejskiej, ustanowiona została strefa demarkacyjna o szerokości 25 km. Jej patrolowaniem zajmują się żołnierze UNMEE. W roku 2005 Erytrea zakazała śmigłowcom UNMEE korzystania z jej przestrzeni powietrznej, co bardzo utrudnia działanie misji. Siły tego kraju starają się także ograniczać prowadzone przez UNMEE patrole w strefie demarkacyjnej. Rada Bezpieczeństwa Organizacji Narodów Zjednoczonych kilkakrotnie już groziła nałożeniem sankcji na obie strony konfliktu w przypadku dalszej obstrukcji prac Misji.
Na oficjalnej liście państw biorących udział w Misji znajduje się 45 państw, w tym Polska. Faktycznie najważniejszą rolę odgrywają w niej Indie, skąd pochodzi ponad połowa służących w UNMEE żołnierzy. Obecnie dowódcą wojskowym Misji jest gen. Mohammad Tasir Masadeh z Jordanii, zaś p.o. cywilnego szefa (w randze zastępcy specjalnego przedstawiciela sekretarza generalnego ONZ) Azouz Ennifar z Tunezji.
Misja UNMEE została zakończona w lipcu 2008 r.